# فيرين أرتاشات (أرارات)
مدينة فيرين أرتاشات (بالأرمينية:Վերին Արտաշատ) (بالإنجليزية: Verin Artashat)‏ هي إحدى المدن التابعة لمقاطعة أرارات في أرمينيا. يقدر عدد سكانها بـ 4534 نسمة حسب الإحصاء الذي جرى عام 2011.